# Francesc Sempere i Masià
Francesc Sempere i Masià (València, 1859 - 1922) va ser un editor valencià.
Després d'exercir com a llibreter de vell, Sempere va fundar l'any 1900 l'editorial que duria el seu cognom, Sempere i Companyia. Aquesta signatura publicaria diversos treballs de l'esquerra europea contemporània, com ara L'anarquisme de Paul Eltzbacher, així com la traducció al castellà de les obres de Schopenhauer, Sorel, Jaunés, Taine i altres obres avantguardistes. El diari conservador Las Provincias el definiria com "al servei de Fusión Republicana llençant a millars, extraordinàriament barats, les obres dels escriptors que a Espanya i més encara a l'estranger estan fent una atrevida revolució".
Amic de Vicente Blasco Ibáñez, l'editorial Sempere es fusiona el 1914 amb l'Editorial Iberoamericana de Madrid, de l'autor de La Barraca, tot formant la nova Editorial Prometeo.
En altres àmbits, Francesc Sempere va ser regidor a l'Ajuntament de València el 1909.